# Inez Bensusan

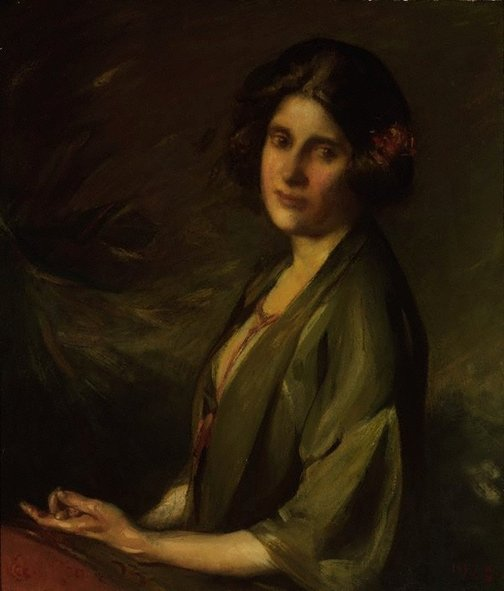
Porträtgemälde von Inez Bensusan, Cecil William Rea, 1924.

Inez Isabel Bensusan (geboren am 11. September 1871 in Paddington, Sydney; gestorben am 10. Oktober 1967 in Sutton, London Borough of Sutton, England) war eine australische Schauspielerin, Dramatikerin und Suffragette, die hauptsächlich in London wirkte.

## Leben
Inez Bensusan wurde 1871 als Tochter englischer Immigranten in Paddington, Sydney, geboren. Sie studierte zunächst Logik und Philosophie an der Universität Sydney, bevor sie Schauspielunterricht bei dem Schauspieler Charles Burford nahm. Etwa 1894 wanderte sie nach London aus, wo sie weiteren Unterricht von Eliza Loveday erhielt. Erste Anstellungen führten sie zu tourenden Schauspielergruppen, unter anderem zu jener von William und Madge Kendall. Um die Jahrhundertwende herum hatte sie erste Auftritte in London und Gastspiele in New York City und Australien. Ab 1906 trat sie regelmäßig in meist kurzlebigen Stücken im West End auf; ihre ersten lang anhaltenden Erfolg feierte sie in der Rolle der Fran Quixano in einer Inszenierung von Israel Zangwills The Melting Pot 1914 am Court Theatre. Auch übernahm sie Rollen in drei Filmen: True Womanhood (1911), The Grit of a Jew (1917) und Adam Bede (1918).
Bensusan veröffentlichte mindestens fünf Theaterstücke: The Apple (1909), Perfect Ladies (1909), Nobody’s Sweetheart (1911), The Prodigal Passes (1914) und The Singer of the Veldt (1919). Möglicherweise stammt auch ein sechstes Stück – das 1908 unter dem Pseudonym Issac Yorke veröffentlichte Stück The Philosopher’s Stone – aus Bensusans Feder. Eng verbunden war ihr Schaffen in der Theaterwelt mit ihrer politischen Unterstützung für die Suffragettenbewegung; nicht zuletzt war ihr Stück The Apple inhaltlich offen an die Unterstützung der Suffragettenbewegung angelehnt. Ab Sommer 1913 entwickelte sie die Idee eines Woman’s Theatre, das der Stimme der Frau einen größeren Raum in der Londoner Theaterwelt geben sollte. Ab Dezember 1913 gastierte das Theater einige Monate lang im Coronet Theatre in Notting Hill mit einem Stück von Eugène Brieux und einem weiteren von Bjørnstjerne Bjørnson. Das Debüt lief erfolgreich, doch Pläne für weitere Spielzeiten gingen in den Wirren des Ersten Weltkriegs unter. Neben einigen Londoner Suffragettenorganisationen gehörte Bensusan auch dem  Australian and New Zealand Women Voters’ Committee an.
Während des Kriegs beteiligte sich Bensusan an solidarischen Aktionen innerhalb der Theaterwelt und initiierte unter anderem Auftritte vor Truppen. Nach der Alliierten Rheinlandbesetzung gab sie ein mehrjähriges Gastspiel für die British Rhine Army Dramatic Company in einem Theater in der Kölner Bismarckstraße. Nach ihrer Rückkehr nach London feierte sie als Teil der Besetzung von G. B. Sterns The Matriarch am Royalty Theatre 1929 einen großen Erfolg und ging mit der Inszenierung im nächsten Jahr in Amerika auf Tour. Etwa Ende der 1930er und Anfang der 1940er Jahre zog sie sich langsam zurück; Anfang der 1940er Jahre machte sie sich noch einem Namen mit der Förderung einer lokalen Spielstätte in Chiswick. Bensusan starb im Oktober 1967 unverheiratet und kinderlos 96-jährig im Londoner Stadtteil Sutton; ein von Cecil William Rea angefertigtes Porträtgemälde von ihr vermachte sie der Art Gallery of New South Wales in ihrer Heimatstadt Sydney.